# 고륜화경공주
고륜화경공주(\固倫和敬公主, 1731년 6월 28일 ~ 1792년 8월 15일)는 건륭제의 황3녀이다. 생모는 효현순황후 부찰씨이자, 효현순황후의 자식 중, 유일하게 성인으로 성장한 자식이다. 청나라가 입관한 이래, 가장 오래 산 공주이다.

## 생애
옹정 9년 (1731년) 5월 24일생으로, 홍력의 적복진인 부찰씨의 소생이다.
화경공주는 영수궁 근태비가 양육하기도 했다. 건륭 초년, 지금의 작위인 고륜공주에 봉작되었다.
건륭 12년 (1747년) 3월, 공주는 코르친보르지기트씨 보국공 색포등파륵주이에게 하가했다. 공주는 몽골 왕공에게 하가했지만, 건륭제가 딸을 너무 사랑하여 몽골로 가서 살게 하지 않고 북경사에 머물게 하였다.
건륭 11년 (1746년), 내무부는 공주의 혼수를 장만하고, 상자와 장막, 좌요, 호반 등을 추가로 장만하였는데, 그 비용이 은 2천 5백냥이었다. 하가하기 전, 내무부는 매일 먹는 식사의 예를 마련하고, 화석공주와의 급식 예규에 따라 이를 참작하여 고륜공주의 정식 기준으로 정했다. 이런 예는 황귀비를 훨씬 능가하고, 황후보다 조금 낮은 급이었다. 훗날 화효공주와 화정공주를 포함해도 그녀를 넘지 못하였다. 화석공주와 예고를 참작하여 보내니, 건륭제의 고륜공주의 표준 대접이 되었다. 훗날 건륭제에게 "유래공주격하혼의례"라는 상서가 있었다고 하나, 후대의 고륜공주들은 하나도 그리하지 않았다.
고륜화경공주 초정 때, 건륭제는 보화전에서 몽골 왕공을 하가하였다. 결혼 할때, 건륭제는 여전히 보화전에서 연회를 베풀었다. 장리(長理) · 호위(護衛) · 전위(典衛) 등 총 8명을 배속시켜 12호를 같이 보냈다. 내명부에서는 화경공주의 어머니인 효현순황후가 장춘궁에서 연회를 배풀었다. 이후, 화정공주도 하가했고, 연회는 화경공주의 절반으로 줄였다.

## 하가 후 생활
화경공주는 경성에 살면서 몽골로 시집간 최초의 공주 (멀리 시집간 공주는 1000봉, 경성에 시집간 공주는 400봉이 최대)로, 화경공주부는 당시의 친왕(親王) · 패륵부(培爾府)와 이웃하면서 청대의 유일한 고륜공주급 공주부를 가진 공주는 화경공주가 되었다.
화경공주는 부마와 결혼한 후, 최소 5명의 아이를 두었는데, 건륭 54년 기록물에는 "대격격 (화경공주) 출채는 건륭 40년 전에는 조사한 것이 없고, 3격격 (고륜화정공주) 출재는 은 3500냥, 4격격 (화석화각공주) 출재는 은 1300냥"으로 적혀있다.
고륜화정공주의 적자 악륵철특목이액극파배가 받은 총애는 역사의 기록으로는 드물게 써있다. 청대의 문인 야오위안즈의 《죽엽정잡기》에 따르면, 건륭이 공주의 아들을 위해 직접 악륵철특목이액극파배라고 이름을 붙인 것은, 고대의 가장 긴 이름이라 할 수 있는데, 이는 어린 시절 복이 많고 장수하며 철처럼 튼튼하고 보배처럼 귀하다라는 뜻으로 붙혀진 이름이고, 몽골어로는 복이 있다고 한다. "철의(哲依)"라는 두 글자를 급하게 읽으면 장수할거라는 듯이었다. '테무르, 장수할거야. 엘케, 철야, 바바, 보배야. 음독이 마치 파하더라'라고 적었다. 보배의 해음을 이름이라하니 건륭제가 이 외손자를 얼마나 사랑했는지 알 수 있었다.
건륭 14년 (1749년), 화경공주의 시아버지, 다르칸친왕 나복장곤포가 병에 걸리자, 건륭제는 명을 내려, 화경공주는 몽골로 면회를 가, 신하들과 함께 돌보라고 명하였다. 건륭 16년 (1751년), 나복장곤포가 병사하자 화경공주는 속히 돌아와 시아버지에게 효를 다하라고 명했다. 청실록에선 건륭은 부마의 병세에 관심이 많아 어의를 시켜 병영을 진찰하게 하였다.